# Myopsyche blandina
Myopsyche blandina är en fjärilsart som beskrevs av Charles Oberthür 1893. Myopsyche blandina ingår i släktet Myopsyche och familjen björnspinnare. Inga underarter finns listade i Catalogue of Life.